# Ciclo dell'organico
Il ciclo dell'organico  è un settore specifico del riciclaggio dei rifiuti, che vede il trattamento di rifiuti organici,  costituiti per la maggior parte da scarti alimentari e da potature.

## Fasi del ciclo
1. I rifiuti organici recuperati attraverso la raccolta vengono prelevati ed inviati agli impianti di compostaggio.
2. Il compostaggio riproduce, in forma accelerata, il processo naturale di decomposizione delle sostanze organiche biodegradabili. Nell'impianto i rifiuti organici subiscono prima un processo di bio-ossidazione cui segue la fase di maturazione. Al termine del processo il materiale grezzo è sottoposto a vagliatura fine.
3. Grazie al compostaggio, della materia organica si ottiene il compost, un ammendante che può essere utilizzato come terriccio per orti e giardini.[2]